# Judengasse 18 (Nördlingen)

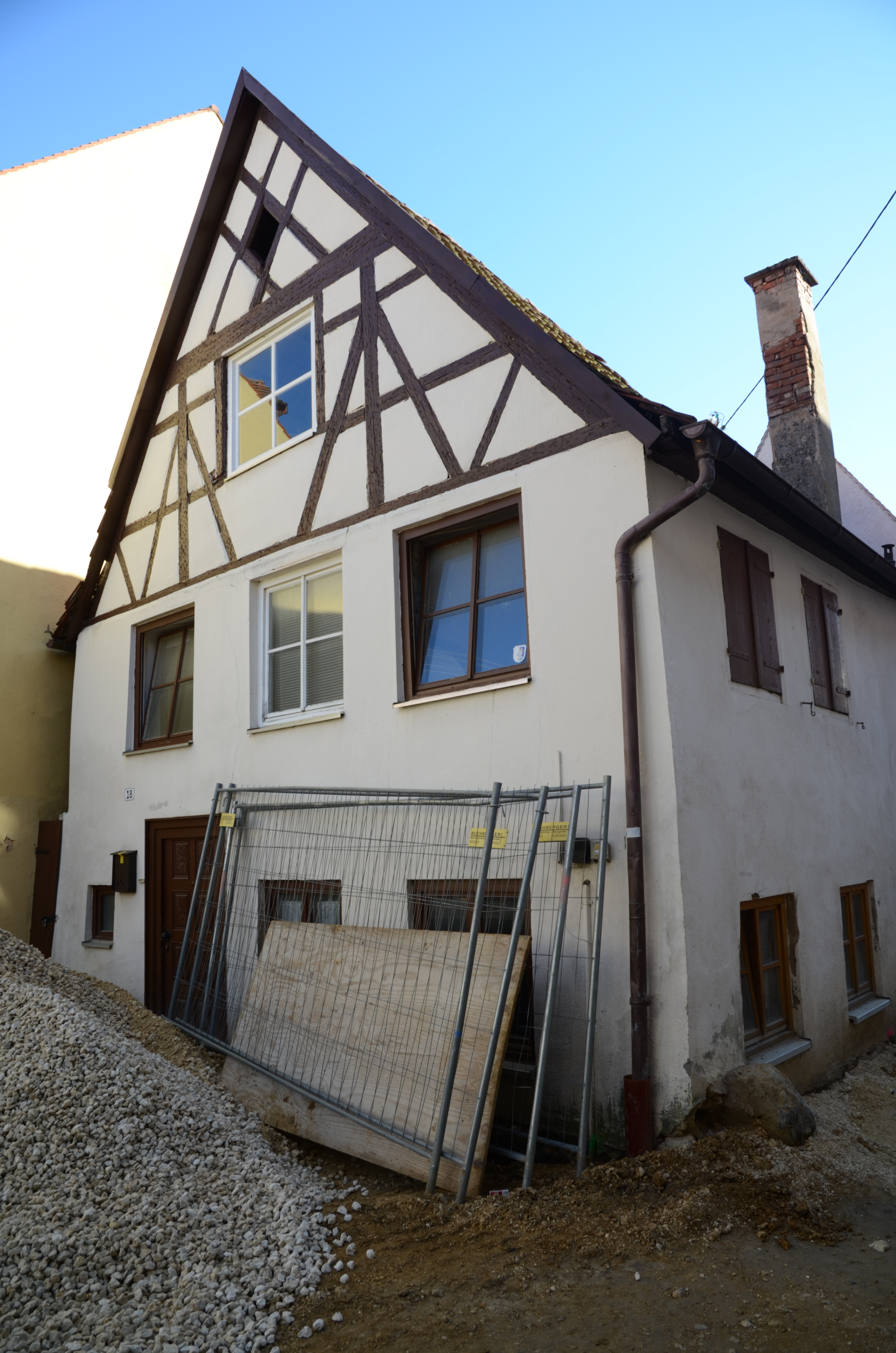
Gebäude Judengasse 18 in Nördlingen (2012)

Das Gebäude Judengasse 18 in Nördlingen, einer Stadt im schwäbischen Landkreis Donau-Ries in Bayern, wurde Ende des 18. Jahrhunderts errichtet. Das Fachwerkhaus in der Judengasse ist ein geschütztes Baudenkmal.
Das Anwesen war bis 1507, dem Jahr der Vertreibung der jüdischen Einwohner, ein Teil der spätmittelalterlichen Judensiedlung. Welche Gebäude bis zum Neubau im 18. Jahrhundert hier standen, ist nicht bekannt.
Der kleine zweigeschossige Eckbau mit Satteldach und Fachwerkgiebel hat eine Haustür mit kassettiertem Türblatt mit floralem Schnitzdekor.